# Szarutönkű szegfűgomba
A szarutönkű szegfűgomba (Marasmius cohaerens) a szegfűgombafélék családjába tartozó, Eurázsiában és Észak-Amerikában honos, lombos erdőkben élő, nem ehető gombafaj. 

## Megjelenése
A szarutönkű szegfűgomba kalapja 1-3,5 cm széles, alakja eleinte kúpos, majd domború, végül széles domború. Színe egységesen sárgásbarnás, húsbarnás vagy okkerbarnás; a széle néha kifakuló. Felülete bársonyos; sima vagy kissé ráncos. Széle többnyire nem bordás.
Húsa vékony, halvány. Íze kissé kesernyés, szaga nem jellegzetes vagy kellemetlen. 
Ritkás lemezei éppenhogy tönkhöz nőttek. Színük halvány szürkés-okkeres vagy sárgás, élük néha barnásvöröses.
Tönkje 3-8 cm magas és max. 0,3 cm vastag. Alakja karcsú, egyenletesen hengeres; egyenes vagy kissé hajlott. Színe fiatalon fehéres vagy sárgásbarna, de hamarosan sötétbarnára vagy sötét vörösbarnára vált, kivéve a csúcsát, mely fehéres marad. 
Spórapora fehér. Spórái elliptikusak, simák, inamiloidok, méretük 7-10 x 3-5.5 µm. Mikroszkóp alatt jellegzetes képet mutat, szöveteiben gyakoriak az orsó alakú cisztídiumsejtek, valamint a lemezek és a kalap felszínén az ujjszerű kinövésekkel rendelkező ún. seprűsejtek.  

### Hasonló fajok
A sárgás szegfűgomba hasonlíthat hozzá. 

## Elterjedése és termőhelye
Eurázsiában és Észak-Amerikában honos. Magyarországon nem gyakori.
Lomberdőkben nő egyesével vagy kis csoportokban, az avar szerves anyagait bontja. Augusztustól októberig terem. 

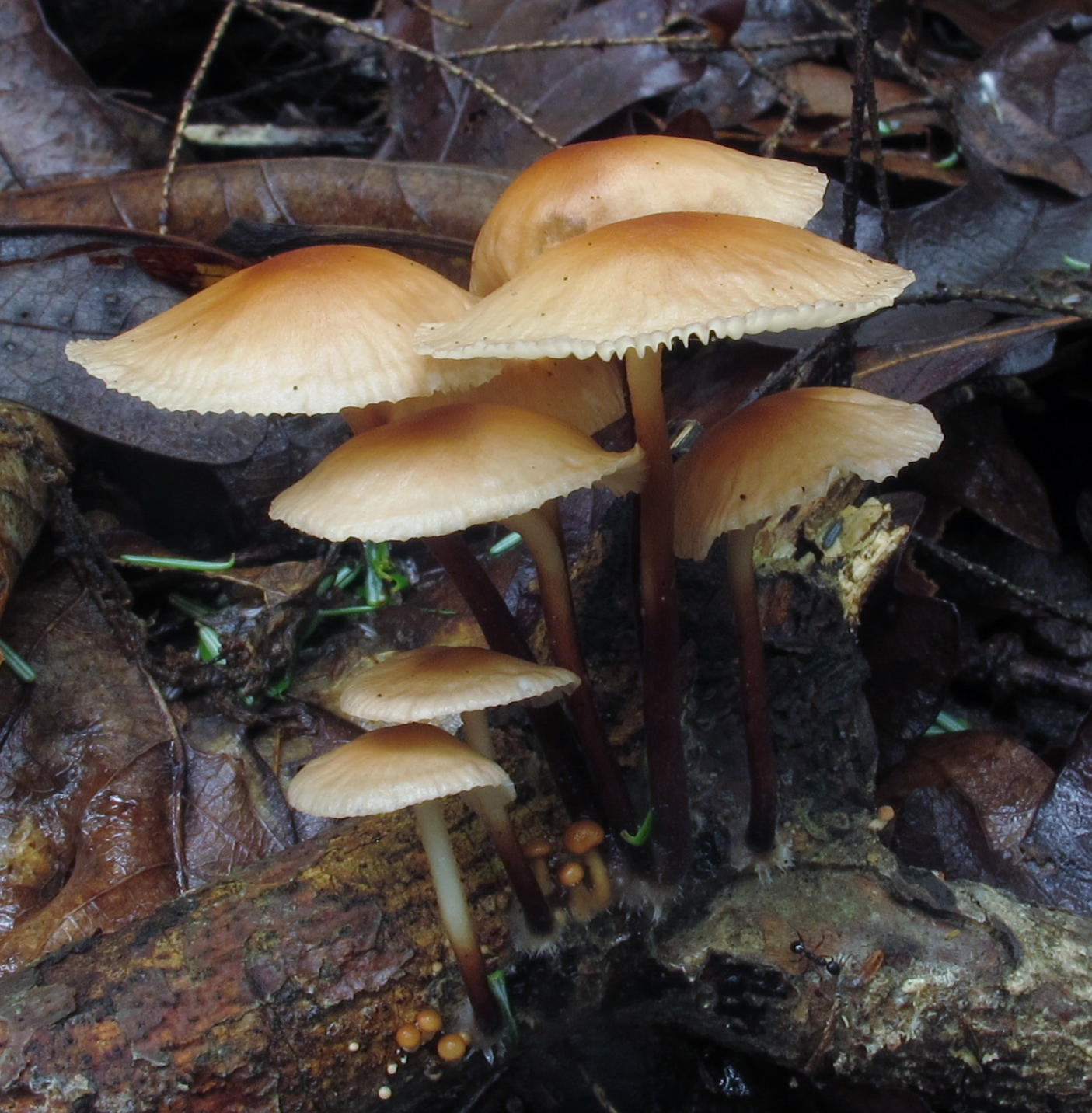
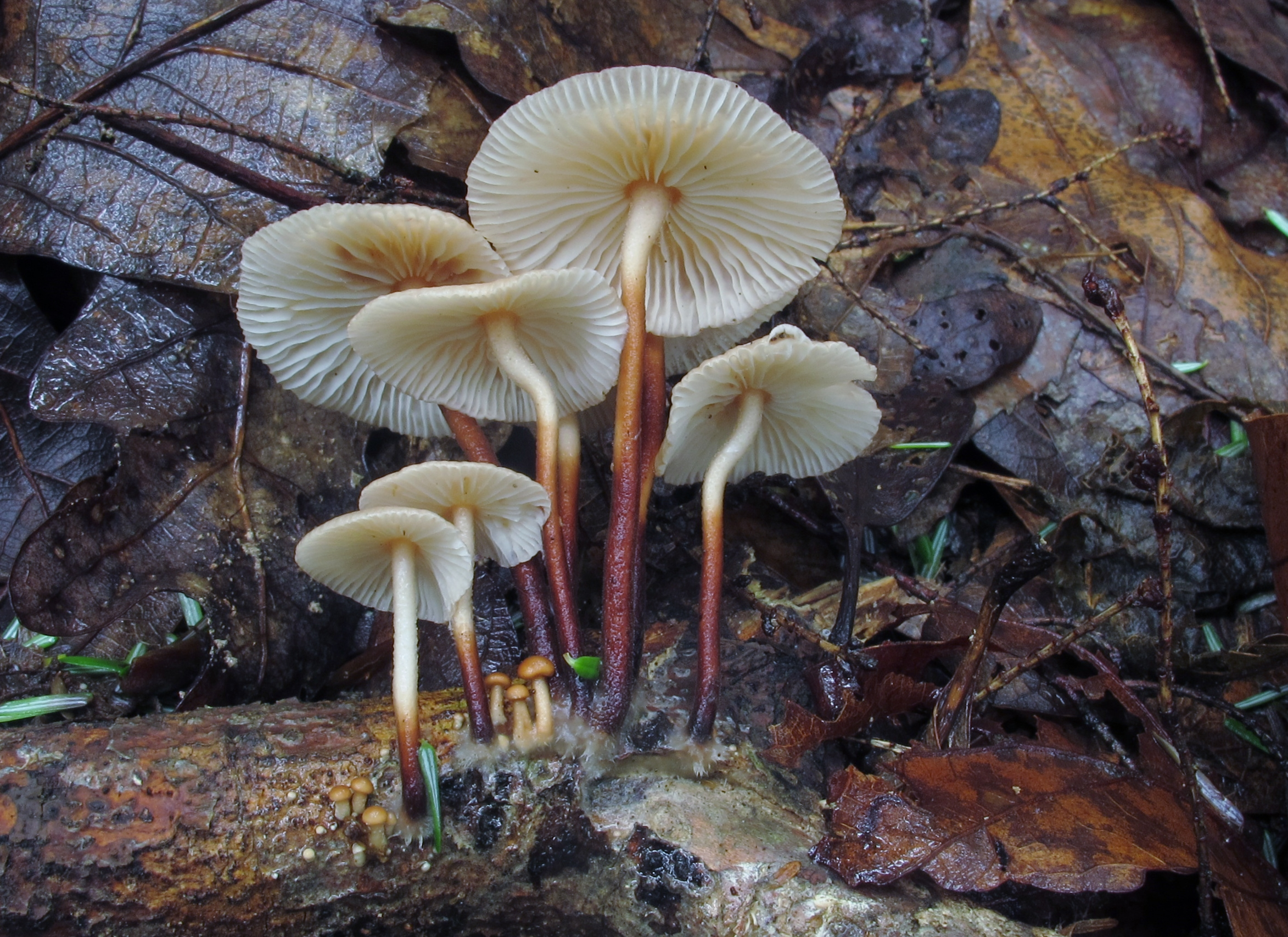
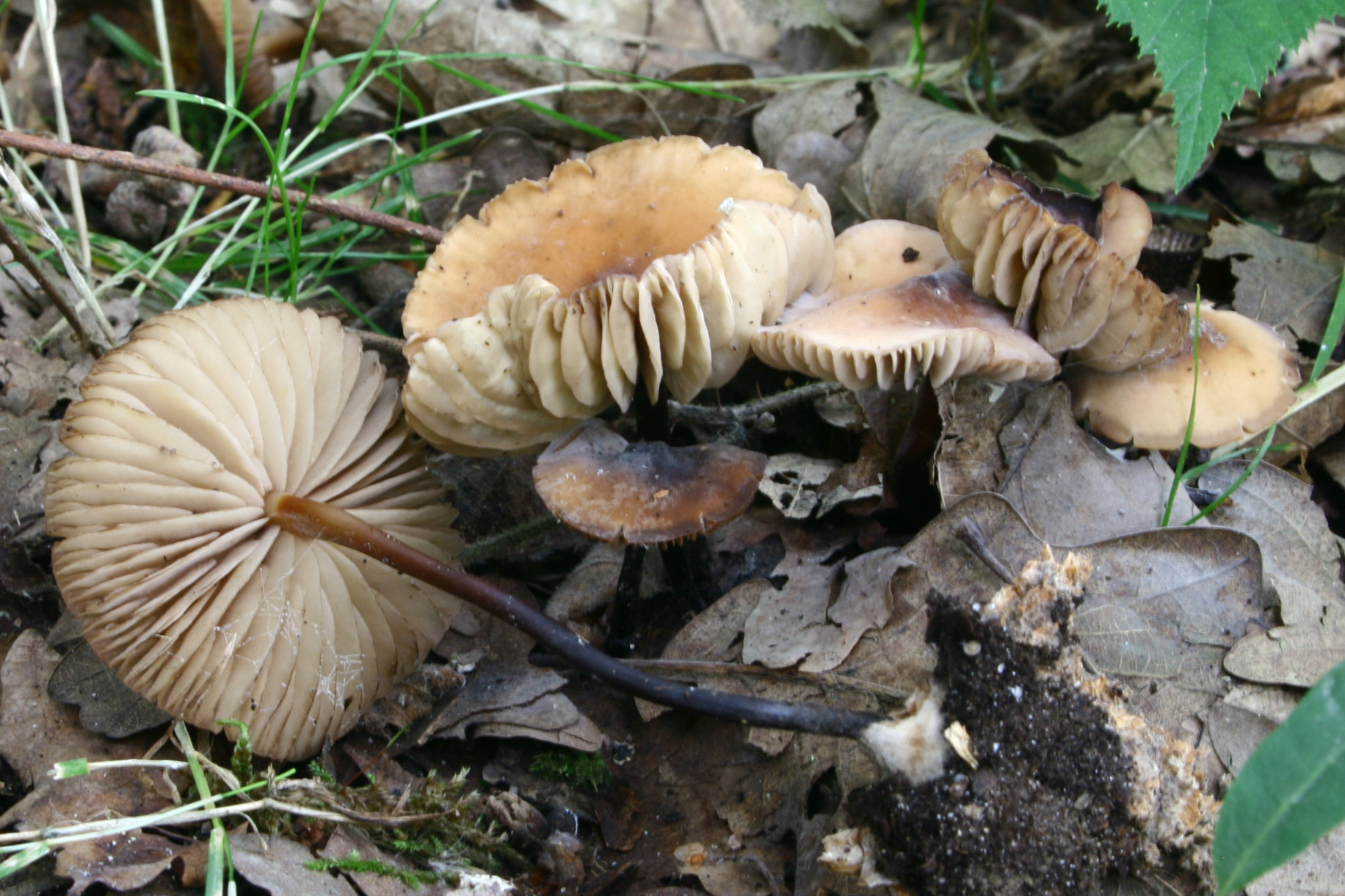
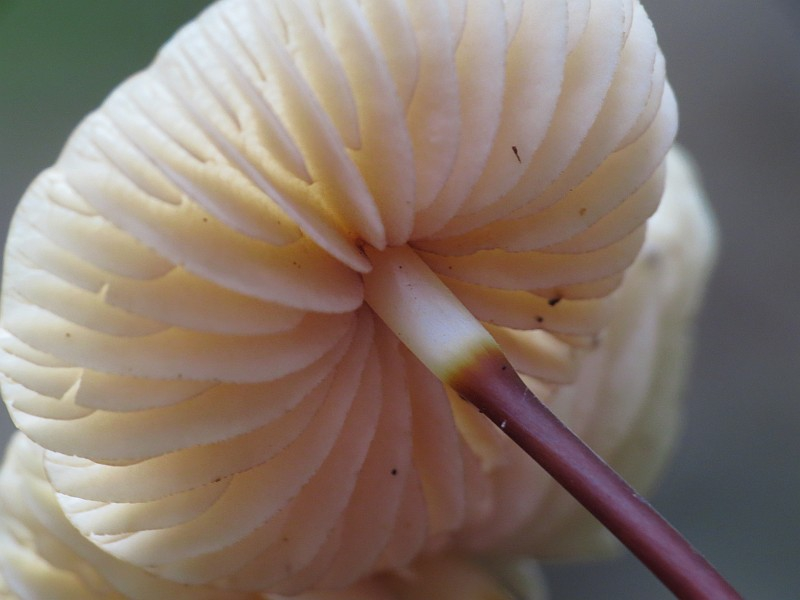

Nem ehető. 